# Lijst van voetbalinterlands Faeröer - Wales
Deze lijst van voetbalinterlands is een overzicht van alle officiële voetbalwedstrijden tussen de nationale teams van Faeröer en Wales. De landen speelden tot op heden twee keer tegen elkaar. De eerste ontmoeting, een kwalificatiewedstrijd voor het Wereldkampioenschap voetbal, werd gespeeld in Cardiff op 9 september 1992. Het laatste duel, de returnwedstrijd in dezelfde kwalificatiereeks, vond plaats op 6 juni 1993 in Toftir.

## Wedstrijden
| № | Plaats  | Datum            | Competitie           | Wedstrijd       | Uitslag |
| - | ------- | ---------------- | -------------------- | --------------- | ------- |
| 1 | Cardiff | 9 september 1992 | WK 1994 kwalificatie | Wales – Faeröer | 6 – 0   |
| 2 | Toftir  | 6 juni 1993      | WK 1994 kwalificatie | Faeröer – Wales | 0 – 3   |

## Samenvatting
| Competitie      | Totaal gespeeld | Winst Faeröer | Gelijk | Winst Wales | Doelsaldo Faeröer – Wales |
| --------------- | --------------- | ------------- | ------ | ----------- | ------------------------- |
| WK-kwalificatie | 2               | 0             | 0      | 2           | 0 − 9                     |
| Totaal          | 2               | 0             | 0      | 2           | 0 − 9                     |

Wedstrijden bepaald door strafschoppen worden, in lijn met de FIFA, als een gelijkspel gerekend.

## Details

### Eerste ontmoeting
De eerste ontmoeting tussen de nationale voetbalploegen van Faeröer en Wales vond plaats op 9 september 1992. De WK-kwalificatiewedstrijd, bijgewoond door 7.000 toeschouwers, werd gespeeld in het Cardiff Arms Park in Cardiff, en stond onder leiding van scheidsrechter Jorge Coroado uit Portugal. Hij deelde één gele kaart uit. Het aanvangstijdstip was 19:30 uur.
| WK 1994 kwalificatie (Cardiff, Wales, 9 september 1992):                                                                                         |              | |
| Wales | 6 – 0        | Faeröer |
| Ian Rush 5' Dean Saunders 28' Mark Bowen 37' Ian Rush 64' Clayton Blackmore 71' Ian Rush 89'                                                     | goals        | |
| Terry Yorath | bondscoach   | Páll Guðlaugsson |
| Neville Southall David Phillips Mark Bowen 66' Kit Symons Eric Young Clayton Blackmore Barry Horne Dean Saunders Gary Speed Mark Hughes Ian Rush | opstellingen | Jens Martin Knudsen Jóannes Jakobsen Tummas Eli Hansen Mikkjal Danielsen Øssur Hansen Alan Mørkøre Jákup Símun Simonsen 46' Jan Dam Todi Jónsson Kári Reynheim Jan Allan Müller |
| Ryan Giggs 66' | wissels      | 46' Alvi Justinussen |
| | gele kaarten | 83' Tummas Eli Hansen |

### Tweede ontmoeting
De tweede ontmoeting tussen de nationale voetbalploegen van Faeröer en Wales vond plaats op 6 juni 1993. Deze WK-kwalificatiewedstrijd, bijgewoond door 4.209 toeschouwers, werd gespeeld in het Svangaskarð in Toftir, en stond onder leiding van scheidsrechter Vadim Zhuk uit Wit-Rusland. Het aanvangstijdstip was 19:30 uur.
| WK 1994 kwalificatie (Toftir, Faeröer, 6 juni 1993): |              | |
| Faeröer | 0 – 3        | Wales |
| | goals        | 22' Dean Saunders 31' Eric Young 69' Ian Rush |
| Páll Guðlaugsson | bondscoach   | Terry Yorath |
| Jens Martin Knudsen Jóannes Jakobsen Tummas Eli Hansen Óli Johannesen Alvi Justinussen Páll á Reynatúgvu 69' Jan Dam Ábraham Hansen Torkil Nielsen Kári Reynheim 60' Uni Arge | opstellingen | Neville Southall David Phillips Paul Bodin Mark Aizlewood 49' Eric Young Kit Symons Barry Horne Dean Saunders 57' Mark Hughes Ian Rush Ryan Giggs |
| Jens Erik Rasmussen 60' Gunnar Mohr 69' | wissels      | 49' Andrew Melville 57' Gary Speed |

FSF · A-internationals · Statistieken · Bondscoaches · Faeröers vrouwenelftal · Faeröer U21 · Faeröer U20 · Faeröer U19 · Faeröer U18 · Faeröer U17 · Faeröer U16
1980 – 1989 ·
1990 – 1999 ·
2000 – 2009 ·
2010 – 2019 ·
2020 – 2029
1988 · 
1989 · 
1990 ·
1991 · 
1992 · 
1993 · 
1994 · 
1995 · 
1996 · 
1997 · 
1998 · 
1999 · 
2000 · 
2001 · 
2002 · 
2003 · 
2004 · 
2005 · 
2006 · 
2007 · 
2008 · 
2009 · 
2010 · 
2011 · 
2012 · 
2013 · 
2014 · 
2015 · 
2016 ·
2017 ·
2018 ·
2019 ·
2020 ·
2021 ·
2022 ·
2023 ·
2024
Albanië ·
Andorra ·
Armenië ·
Azerbeidzjan ·
België ·
Bosnië en Herzegovina ·
Canada ·
Cyprus ·
Denemarken ·
Duitsland ·
Estland ·
Finland ·
Frankrijk ·
Georgië ·
Gibraltar ·
Griekenland ·
Hongarije ·
Ierland ·
IJsland ·
Israël ·
Italië ·
Joegoslavië ·
Kazachstan ·
Kosovo ·
Letland · 
Liechtenstein ·
Litouwen ·
Luxemburg ·
Malta ·
Moldavië ·
Nederland ·
Noord-Ierland ·
Noord-Macedonië ·
Noorwegen ·
Oekraïne ·
Oostenrijk ·
Polen ·
Portugal ·
Roemenië ·
Rusland ·
San Marino ·
Schotland ·
Servië ·
Servië en Montenegro · 
Slovenië ·
Slowakije ·
Spanje ·
Thailand ·
Tsjechië ·
Tsjecho-Slowakije ·
Turkije ·
Wales ·
Zweden ·
Zwitserland
FAW · A-internationals · Bondscoaches · Statistieken · Welsh vrouwenelftal · Brits olympisch elftal · Wales U21 · Wales U20 · Wales U19 · Wales U18 · Wales U17 · Wales U16
1876 – 1899 ·
1900 – 1919 ·
1920 – 1929 ·
1930 – 1939 ·
1940 – 1949 ·
1950 – 1959 ·
1960 – 1969 ·
1970 – 1979 ·
1980 – 1989 ·
1990 – 1999 ·
2000 – 2009 ·
2010 – 2019 ·
2020 − 2029
EK 2016 · 
EK 2020
WK 1958
1876 · 
1877 · 
1878 · 
1879 · 
1880 · 
1881 · 
1882 · 
1883 · 
1884 · 
1885 · 
1886 · 
1887 · 
1888 · 
1889 · 
1890 · 
1891 · 
1892 · 
1893 · 
1894 · 
1895 · 
1896 · 
1897 · 
1898 · 
1899 · 
1900 · 
1901 · 
1902 · 
1903 · 
1904 · 
1905 · 
1906 · 
1907 · 
1908 · 
1909 · 
1910 · 
1911 · 
1912 · 
1913 · 
1914 · 
1915 · 1916 · 1917 · 1918 · 1919 · 
1920 · 
1921 · 
1922 · 
1923 · 
1924 · 
1925 · 
1926 · 
1927 · 
1928 · 
1929 · 
1930 · 
1931 · 
1932 · 
1933 · 
1934 · 
1935 · 
1936 · 
1937 · 
1938 · 
1939 · 
1940 · 1941 · 1942 · 1943 · 1944 · 1945 · 
1946 · 
1947 · 
1948 · 
1949 · 
1950 · 
1952 · 
1952 · 
1953 · 
1954 · 
1955 · 
1956 · 
1957 · 
1958 · 
1959 · 
1960 · 
1961 · 
1962 · 
1963 · 
1964 · 
1965 · 
1966 · 
1967 · 
1968 · 
1969 · 
1970 · 
1971 · 
1972 · 
1973 · 
1974 · 
1975 · 
1976 · 
1977 · 
1978 · 
1979 · 
1980 · 
1981 · 
1982 · 
1983 · 
1984 · 
1985 · 
1986 · 
1987 · 
1988 · 
1989 · 
1990 · 
1991 · 
1992 · 
1993 · 
1994 · 
1995 · 
1996 · 
1997 · 
1998 · 
1999 · 
2000 · 
2001 · 
2002 · 
2003 · 
2004 · 
2005 · 
2006 · 
2007 · 
2008 · 
2009 · 
2010 · 
2011 · 
2012 · 
2013 · 
2014 · 
2015 · 
2016 · 
2017 ·
2018 ·
2019 ·
2020 ·
2021 ·
2022 ·
2023
Albanië ·
Andorra ·
Argentinië ·
Armenië ·
Australië ·
Azerbeidzjan ·
België ·
Bosnië en Herzegovina ·
Brazilië ·
Bulgarije ·
Canada ·
Chili ·
China ·
Costa Rica ·
Cyprus ·
DDR ·
Denemarken ·
Duitsland ·
Engeland ·
Estland ·
Faeröer ·
Finland ·
Frankrijk ·
Georgië ·
Gibraltar ·
Griekenland ·
Hongarije ·
Ierland ·
IJsland ·
Iran ·
Israël ·
Italië ·
Jamaica ·
Japan ·
Joegoslavië ·
Kazachstan ·
Koeweit ·
Kroatië ·
Letland ·
Liechtenstein ·
Luxemburg ·
Malta ·
Mexico ·
Moldavië ·
Montenegro ·
Nederland ·
Nieuw-Zeeland ·
Noord-Ierland ·
Noord-Macedonië ·
Noorwegen ·
Oekraïne ·
Oostenrijk ·
Panama ·
Paraguay ·
Polen ·
Portugal · 
Qatar ·
Roemenië ·
Rusland ·
San Marino ·
Saoedi-Arabië ·
Schotland ·
Servië ·
Servië en Montenegro ·
Slovenië ·
Slowakije ·
Sovjet-Unie ·
Spanje ·
Trinidad & Tobago ·
Tsjechië ·
Tsjecho-Slowakije ·
Tunesië ·
Turkije ·
Uruguay ·
Verenigde Staten ·
Wit-Rusland ·
Zuid-Korea ·
Zweden ·
Zwitserland
Engeland (2016) · 
Denemarken (2021) · 
Italië (2021) · 
Rusland (2016) ·
Slowakije (2016) · 
Turkije (2021) · 
Zwitserland (2021)